# Lázár Sándor (pszichológus)
Lázár Sándor, Lazar, Alexandru (Radnótfája, 1933. március 27. –) pszichológus, pedagógus, neveléspszichológiai kutató, egyetemi, főiskolai oktató.

## Életútja
Középiskolai tanulmányait Szászrégenben, a pedagógia-lélektan szakot a Bolyai Tudományegyetemen végezte (1956). Pályáját tanárként Szászrégenben kezdte, a marosvásárhelyi Pedagógiai Főiskolán adjunktus (1961–69), majd a Román Akadémia marosvásárhelyi fiókintézetének tudományos kutatója, 1992-től a kolozsvári Babeș–Bolyai Tudományegyetem előadótanára (docense). 1999-től a Babeș–Bolyai Tudományegyetem keretében működő nagyenyedi Tanítóképző Főiskolán is vállalt tanítást Működött a Sapientia Egyetemen is, 2006. december 8-án Lázár Sándor, a marosvásárhelyi Sapientia Egyetem humán tanszékének vezetője nyitotta meg a PR-Alpha Egyesület által megrendezett, a „Kommunikációs szakember PR-je” elnevezésű konferenciát Marosvásárhelyen.

## Tudományos munkássága
Az UNESCO felkérésére részt vett nemzetközi tudományos kutatásokban. Jelen volt több nemzetközi kongresszuson (Varsó 1969; Párizs, 1973, 1986; Toulouse, 1980; Québec, 1981; Budapest, 1982; Helsinki, 1982; Madrid, 1985; Poitiers 1987; Antwerpen, 1985; Prága, 1989; Oslo, 1989). A romániai Pszichológiai Társaság, valamint különböző, főként neveléslélektani irányultságú nemzetközi társaságok tagja.
Első tanulmányát (Kísérleti adatok a versenyhelyzet teljesítménymódosító hatásával kapcsolatosan) a Tudományos Diákkörök Évkönyve (Kolozsvár, 1955-56) közölte. Ugyancsak diákköri tevékenységének eredményeként jelent meg Fodor Katalinnal közösen írt két másik tanulmánya A második jelrendszeri indukciós viszonyok kísérleti vizsgálata, ill. Azonos jellegű feladatok megoldásának kísérleti vizsgálata címmel a Zörgő Benjámin szerkesztette Gondolkodáslélektani tanulmányok c. gyűjteményes kötetben (1958).
Doktori disszertációja az indítékmeghatározó helyzetekről a tanulók ismeretelsajátításában román nyelven készült el (1973). Tudományos közleményeit a Tanügyi Újság, A Hét, TETT, Revista de Pedagogie, Dolgozó Nő, a magyarországi Pedagógiai Szemle, Óvodai Nevelés, Az Idegen Nyelvek Tanítása, a lengyel Kwartalnik Pedagogiczny és Paidea, a belgiumi Stientia Paedagogica Experimentalis és a prágai Studia Psychologica jelentette meg. Ezekben foglalkoztatja a proszociális viselkedés, a permanens nevelés a női munkaerőnél a könnyűiparban, a szakmai betegek pszichológiai profilja, s kutatásai kiterjednek a mérgező anyagoknak kitett munkások lélektani vizsgálatára is.
Az European Council for High Ability budapesti konferenciáján (1990) angol nyelven mutatta be Motiváció és személyiségdimenziók az én-kép kontextusában c. tanulmányát, s a Society for test Anxiety Research ugyancsak Budapesten tartott XII. konferenciáján (1991) összehasonlító tanulmányban foglalkozott a szorongás jelenségével a diákság körében. Különlegesen jelentős volt a Magyar és Magyar Származású Pszichológusok Találkozóján (1991) bemutatott dolgozata, melyben az erdélyi (Székelyudvarhely, Marosvásárhely) diákok magasabb "szorongás-szint"-jét állapította meg magyarországi (Budapest, Nyíregyháza) tanulókénál, rámutatva, hogy "az iskolai élet szorongás nélkül nincs ugyan, de a nemzetiségi tanulók esetében ez fokozottabb [...] és alacsony én-képpel társul". A Magyar Munkahigiénikusok Társaságának országos kongresszusán (1991) beszámolt vizsgálatairól a szerves oldószerek, hexavalens króm és szilícium-dioxid személyiségdimenziókra gyakorolt hatásával kapcsolatban. A budapesti székhelyű Magyar Pszichológiai Társaság tagja 1991 óta.

## Köteteiből
- Situații motivaționale favorabile învățării de tip școlar (1975)
- Învățare și programare (fordítás, 1977)
- Motivációs helyzetek – tanulmányi eredmények (Budapest, 1980)

## Díjak, elismerések
- Comenius-emlékplakett (Sárospatak, 1992)